# El Pedró (Castellar de n'Hug)
El Pedró és una serra situada al municipi de Castellar de n'Hug a la comarca del Berguedà, amb una elevació màxima de 1.543 metres, al cim de Puiners.